# Purwajaya (Tempuran)
Purwajaya is een bestuurslaag in het regentschap Karawang van de provincie West-Java, Indonesië. Purwajaya telt 3491 inwoners (volkstelling 2010).